# Bitwa u ujścia Ajgospotamoj
Bitwa morska u ujścia Ajgospotamoj (tur. Incelimen) – morska bitwa, która rozegrała się 1 września 405 p.n.e. pod koniec wojny Aten ze Spartanami. Spartanami dowodził Lizander, który na czele 200 okrętów wpłynął na wody Hellespontu i schronił się w porcie Lampsakos.
W ślad za flotą Spartan popłynęło 180 jednostek ateńskich pod dowództwem Konona, któremu zależało na wymuszeniu bitwy, by umożliwić statkom ze zbożem przedostanie się z Morza Czarnego do Aten. Flota ateńska zatrzymała się naprzeciw Lampsakos, u ujścia strumienia Ajgospotamoj przy brzegu Chersonezu Trackiego.
Przez kilka dni Lizander uchylał się od bitwy i stopniowo usypiał czujność Ateńczyków. Gdy ci kolejnego dnia zeszli na ląd, dowódca Spartan nakazał atak. Pozbawione wioślarzy okręty stały się łatwym łupem Spartan. Zaledwie 20 okrętów ateńskich zdołało się wymknąć; Konon na czele 8 okrętów zbiegł na Cypr do króla Euagorasa.
Spartanie stracili – w odwet za okrucieństwa popełniane przez przeciwnika – około 3000 wziętych do niewoli Ateńczyków. Po bitwie wódz spartański udał się do Bizancjum, gdzie usunął załogę ateńską.
Była to ostatnia i rozstrzygająca bitwa wojny peloponeskiej. Pozbawione floty Ateny nie były w stanie obronić się przed Spartanami i musiały skapitulować w 404 p.n.e.